# Rivière Nétagamiou
Rivière Nétagamiou är ett vattendrag i Kanada.   Det ligger i provinsen Québec, i den östra delen av landet, 1 300 km öster om huvudstaden Ottawa.